# Perconia cretaria
Perconia cretaria là một loài bướm đêm trong họ Geometridae.